# Přenos (telekomunikace)

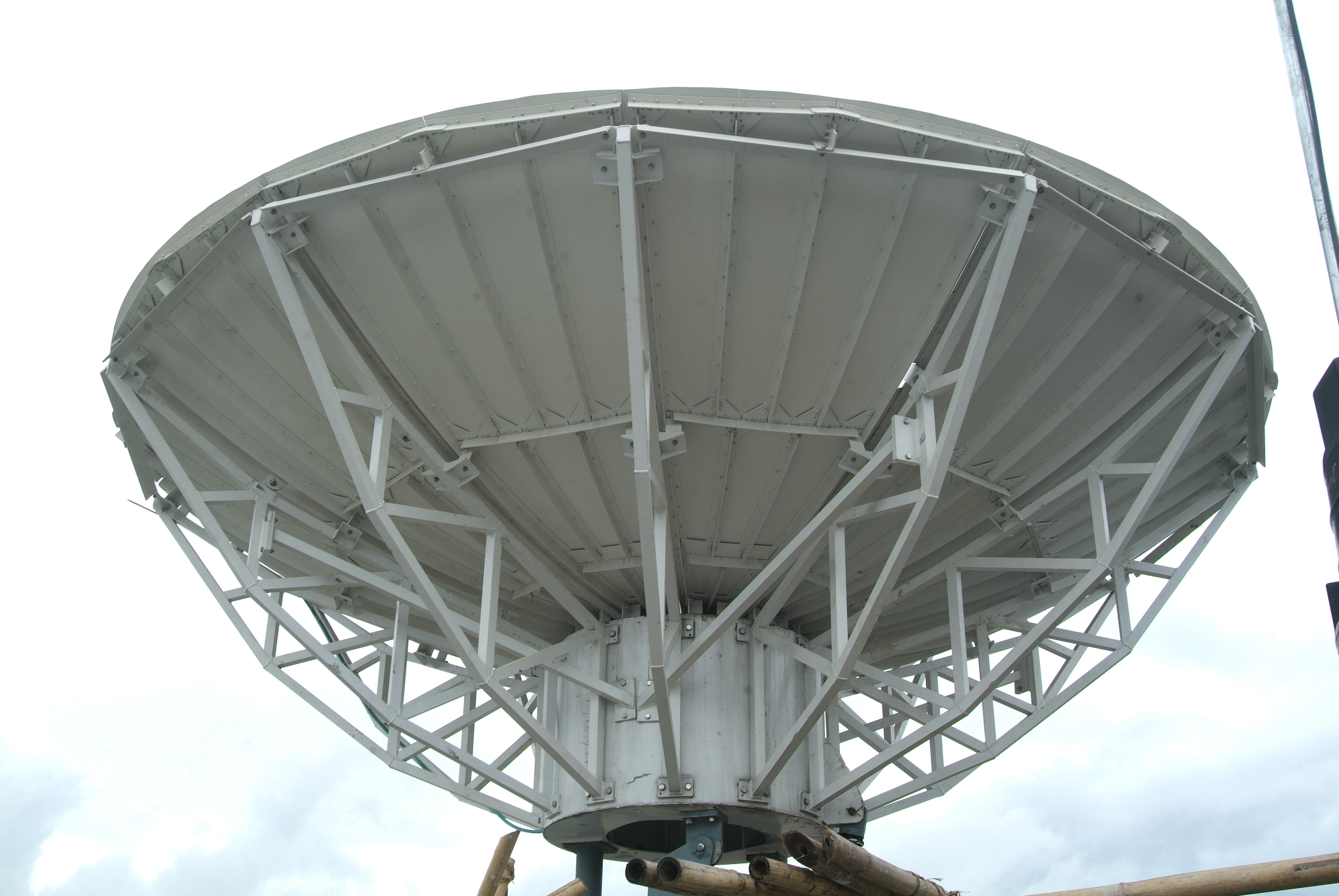
Anténa sloužící k přenosu rádiového signálu

Přenos v telekomunikacích je proces vysílání a šíření analogové nebo digitální informace pomocí fyzického dvoubodového nebo vícebodového přenosového média, kterým může být metalický kabel, optický kabel nebo bezdrátový přenos. Přenos zahrnuje vysílání (zkratka Tx) a příjem (zkratka Rx). Přenosové technologie a metody se vztahují k fyzickým vlastnostem protokolů jako je modulace, demodulace, linkový kód, ekvalizace, detekce a oprava chyb, bitová synchronizace a multiplexování. Přenos však zahrnuje i úlohy realizované vyššími vrstvami, např. digitalizace analogového signálu a komprese.
Přenos digitálních zpráv nebo digitalizovaného analogového signálu se nazývá přenos dat nebo digitální komunikace.
Dalším významem slova přenos je konečný časový interval použitý k odeslání signálu omezené délky, na příklad blok dat, datový paket, telefonní hovor nebo zpráva v elektronické poště.